# Hyphessobrycon eques
Hyphessobrycon eques är en fiskart som först beskrevs av Franz Steindachner 1882.  Hyphessobrycon eques ingår i släktet Hyphessobrycon och familjen Characidae. Inga underarter finns listade i Catalogue of Life.